# Liste des musées du Northumberland
Cette liste des musées du Northumberland, Angleterre contient des musées qui sont définis dans ce contexte comme des institutions (y compris des organismes sans but lucratif, des entités gouvernementales et des entreprises privées) qui recueillent et soignent des objets d'intérêt culturel, artistique, scientifique ou historique. leurs collections ou expositions connexes disponibles pour la consultation publique. Sont également inclus les galeries d'art à but non lucratif et les galeries d'art universitaires. Les musées virtuels ne sont pas inclus.

## Musées
| Nom                                             | Image | Ville/City         | Type              | Résume |
| ----------------------------------------------- | ----- | ------------------ | ----------------- | --- |
| Alnwick Castle                                  |       | Alnwick            | Multiple          | Visites du château avec salles d'apparat, musée militaire sur les guerres napoléoniennes, Northumberland Fusiliers Museum, collection d'archéologie britannique et irlandaise, collection de véhicules du XIXe siècle                                                             |
| Armstrong's Household and Farming Museum        |       | North Charlton     | Histoire          | website, objets antiques de ménage et d'agriculture dans des présentoirs de chambre, y compris une pépinière avec des jouets, des souvenirs de la Seconde Guerre mondiale , une salle de traite, une salle de lavage, des outils et présentoirs agricoles, des travaux d'aiguille |
| Aydon Castle                                    |       | Aydon              | Maison historique | Exploité par l'English Heritage, manoir du XIIIe siècle |
| Bailiffgate Museum                              |       | Alnwick            | Local             | Histoire locale, culture, pêche, agriculture, chemins de fer, mines, expositions d'art |
| Bamburgh Castle                                 |       | Bamburgh           | Maison historique | Château habité datant des Normands, comprend un musée avec des moteurs, la technologie et l'histoire de l'industriel William Armstrong |
| Bellingham Heritage Centre                      |       | Bellingham         | Local             | website, histoire locale, Border Counties Railway, the Border Reivers, l' exploitation minière, l' agriculture, recréée smithy, des photographies de la vie rurale |
| Belsay Castle                                   |       | Belsay             | Maison historique | Exploité par l'English Heritage, château médiéval du XIVe siècle |
| Belsay Hall                                     |       | Belsay             | Maison historique | Exploité par l'English Heritage, manoir de campagne non meublé du XIXe siècle, jardins et parc |
| Berwick Gymnasium Gallery                       |       | Berwick-upon-Tweed | Art               | website, installations d'art contemporain de Berwick Visual Arts, situées à Berwick Barracks |
| Berwick Museum & Art Gallery                    |       | Berwick-upon-Tweed | Multiple          | website, beaux-arts, porcelaine asiatique et verre historique, Berwick médiéval et son château, histoire locale et sociale, métiers, industries extractives, pêche, situé à Berwick Barracks                                                                                      |
| Blyth Battery                                   |       | Blyth              | Militaire         | website, bâtiments de la défense côtière des Première et Deuxième Guerres mondiales, expositions sur l'histoire militaire et locale |
| Cherryburn                                      |       | Mickley            | Maison historique | Exploité par le National Trust, lieu de naissance de l'artiste et ornithologue Thomas Bewick, exposition sur sa vie et ses gravures. |
| Chillingham Castle                              |       | Chillingham        | Maison historique | Château médiéval avec des chambres d'état |
| Chesters Roman Fort                             |       | Walwick            | Archéologie       | Exploité par l'English Heritage, fort romain préservé du mur d'Hadrien et musée d'artéfacts |
| Corbridge Roman Site                            |       | Corbridge          | Archéologie       | Exploité par l'English Heritage, fort romain préservé au sud du mur d'Hadrien et musée d'artéfacts |
| Cragside                                        |       | Rothbury           | Maison historique | Exploité par le National Trust, la maison de campagne de Lord Armstrong du XIXe siècle, présente de nombreuses innovations technologiques. |
| Fusiliers Museum of Northumberland              |       | Alnwick            | Militaire         | Situé dans Alnwick Castle |
| George Stephenson's Birthplace                  |       | Wylam              | Maison historique | Exploité par le National Trust, maison du pionnier du chemin de fer George Stephenson, cottage du XVIIIe siècle |
| Grace Darling Museum                            |       | Bamburgh           | Biographie        | website, Exploité par le RNLI, histoire et souvenirs de Grace Darling, une héroïne victorienne qui, avec son père, sauva 13 personnes du SS Forfarshire en 1838 |
| Heatherslaw Mill                                |       | Etal               | Mill              | Moulin à maïs à eau du XIXe siècle |
| Hexham Old Gaol                                 |       | Hexham             | Prison            | Prison médiévale, crimes et punitions, Border Reivers |
| Housesteads Roman Fort                          |       | Housesteads        | Archéologie       | Exploité par l'English Heritage , fort auxiliaire romain dégagé sur le mur d'Hadrien et musée d'artéfacts |
| Kielder Castle Visitor Centre                   |       | Kielder            | Multiple          | Gestion de la forêt de Kielder, de son histoire naturelle et de sa faune, y compris des écureuils roux , de l'histoire du château de Kielder, d'une galerie d'art |
| Kielder Salmon Centre                           |       | Kielder            | Histoire naturel  | website, écloserie de saumon et centre d'accueil |
| King’s Own Scottish Borderers Regimental Museum |       | Berwick-upon-Tweed | Militaire         | Histoire et souvenirs du régiment, situés dans la Berwick Barracks |
| Lady Waterford Hall                             |       | Ford               | Art               | website, collection de peintures murales aquarellées du XIXe siècle représentant des scènes bibliques peintes par Louisa Beresford, marquise de Waterford, exposant sa vie |
| Lindisfarne Castle                              |       | Holy Island        | Maison historique | Exploité par le National Trust, château-fort du XVIe siècle avec des intérieurs du début du XXe siècle d'Edwin Lutyens, jardin clos de murs planifié par Gertrude Jekyll |
| Lindisfarne Centre                              |       | Holy Island        | Local             | website, histoire et culture de l'île, fac-similé des Lindisfarne Gospels, contact avec Viking |
| Lindisfarne Priory                              |       | Holy Island        | Religions         | Exploité par l'English Heritage, ruines du monastère du VIIe siècle et musée sur son histoire en tant que centre du christianisme primitif dans l'Angleterre anglo-saxonne |
| Phare de Longstone                              |       | Farne Islands      | Maritime          | Musée du phare, accessible par bateau |
| Morpeth Chantry Bagpipe Museum                  |       | Morpeth            | Musique           | Cornemuse historique |
| Preston Tower                                   |       | Chathill           | Militaire         | peel tower médiévale avec salle de garde et prison |
| Seaton Delaval Hall                             |       | Seaton Sluice      | Maison historique | Exploité par le National Trust, grande maison du XVIIIe siècle avec jardins |
| Vindolanda                                      |       | Hexham             | Archéologie       | Fort auxiliaire romain au sud du mur d'Hadrien et musée d'artéfacts de l'armée romaine |
| Wallington Hall                                 |       | Cambo              | Maison historique | Exploité par le National Trust, maison palladienne au bel intérieur meublé, collection de maisons de poupée |
| Warkworth Castle                                |       | Warkworth          | Maison historique | Exploité par l'English Heritage, vestiges d'un château médiéval avec quelques pièces préservées, visite d'été à l'Warkworth Hermitage |
| Watch House Museum                              |       | Seaton Sluice      | Local             | website |
| Wylam Railway Museum                            |       | Wylam              | Rail              | information, histoire du développement ferroviaire et des pionniers des chemins de fer locaux George Stephenson, Timothy Hackworth et William Hedley |
| Woodhorn Museum                                 |       | Ashington          | Mine              | Ancienne mine avec équipement d'origine, bâtiments, expositions sur la mine et la vie d'un mineur, collection d'œuvres d'art créées par des mineurs, expositions d'art, science et histoire changeantes, chemin de fer à voie étroite de 2 pieds                                  |

## Musées fermés
- Dilston Castle, Corbridge, n'est plus ouvert au public
- Norham Station Museum, Norham, fermé en 2010, mis en vente en 2013[1]